# Tetekanji
Tetekanji ist eine administrative Einheit (Ward, Distrikt) des unabhängigen Inselstaates der Salomonen im südwestlichen Pazifischen Ozean.

## Geographie
Tetekanji bildet zusammen mit Avuavu, Moli und Birao den Verwaltungsbezirk East Guadalcanal. Der Distrikt liegt im Landesinnern und die Grenzen sind mehr oder weniger mit dem Lineal gezogen. Er grenzt im Norden an die Distrikte Valasi und Longgu im Bezirk East Central Guadalcanal. Im Süden bildet Moli nur einen schmalen streifen zur Küste hin. Der Distrikt hat 345 km² und hatte 2009 ca. 1100 Einwohner.
Der Distrikt ist geprägt durch die gebirgige Struktur der Landschaft. Im Distrikt liegen die Gipfel Mount Notovia (678 m), Mount Manuchuma (1148 m), Mount Pinau (1718 m), Mount Kuvekuve (1509 m) und Mount Nasuha (1621 m).

## Klima
Das Klima ist tropisch, die durchschnittliche Tagestemperatur liegt bei gleichbleibend 28 Grad Celsius, die Wassertemperaturen bei 26 bis 29 Grad. Feuchtere Perioden sind vorwiegend zwischen November und April, diese sind aber nicht sehr ausgeprägt. Die durchschnittliche Niederschlagsmenge pro Jahr liegt bei 2000 mm und damit etwas niedriger als im Durchschnitt der Salomonen (3000 mm).